# Rob Ferriol

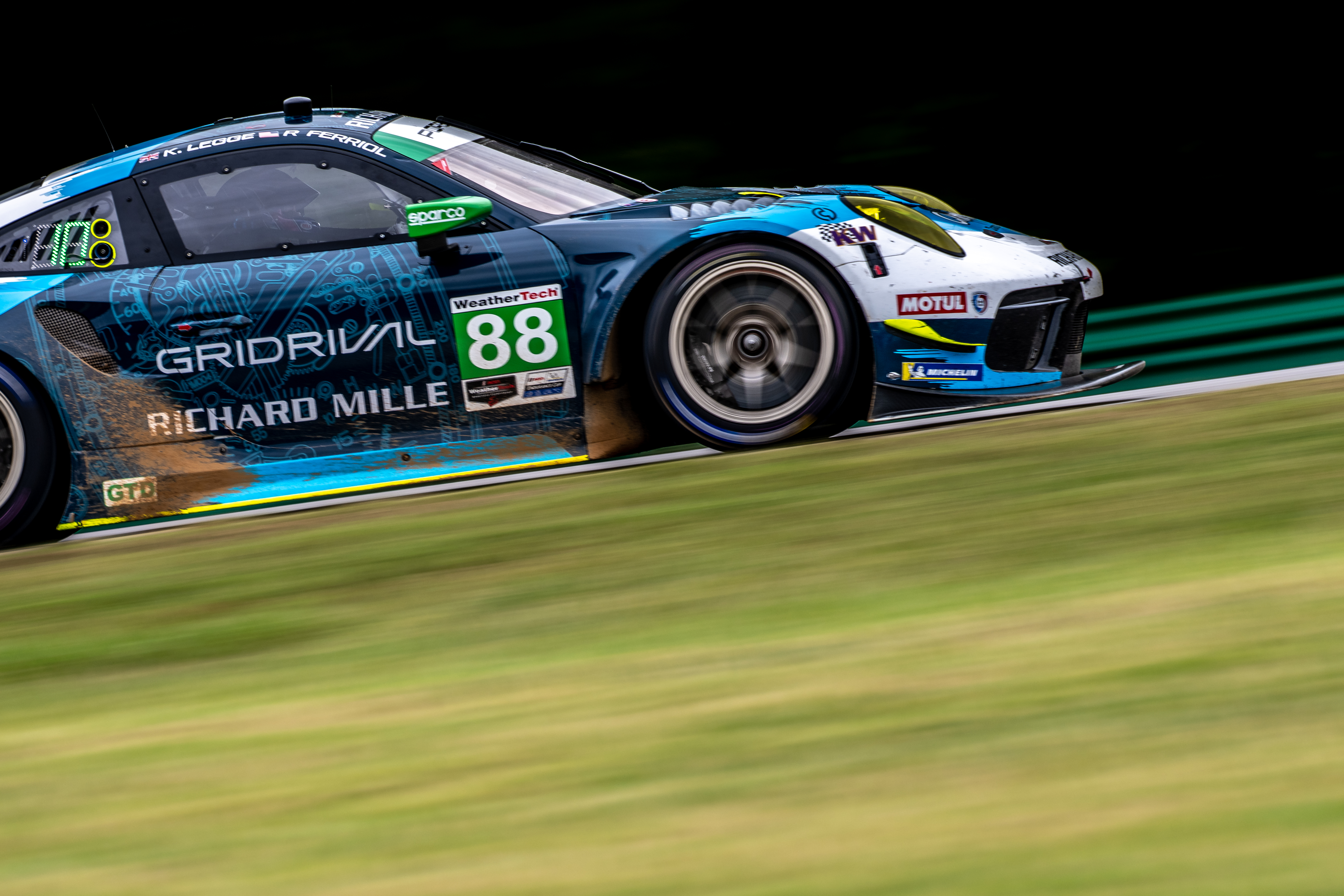
Rob Ferriol im Porsche 911 GT3 R, bei einem Rennen zur GT-Challenge 2021

Robert „Rob“ Ferriol (* 12. Dezember 1976) ist ein US-amerikanischer Unternehmer, Autorennfahrer und ehemaliges Mitglied des United States Marine Corps.

## Karriere
Rob Ferriol war viele Jahre im Rang eines Sergeant beim United States Marine Corps aktiv, ehe er 2015 einen Automobil-Rennstall gründete. Aus dem 2015 gegründeten Team Hardpoint wurde mit dem Beginn der Rennsaison 2022 eine Rennmannschaft mit 50 Mitarbeitern, die GT-Rennwagen von Porsche in nordamerikanischen Sportwagenserien einsetzte.
2018 begann Ferriol selbst Rennen zu fahren. Er startete in der Tourenwagenklasse der IMSA SportsCar Challenge und beendete die Porsche GT3 Cup Challenge USA an der zweiten Stelle der Endwertung. Im darauf folgenden Jahr konnte er den Erfolg in dieser Rennserie wiederholen. 2020 und 2021 ging er in der IMSA WeatherTech SportsCar Championship an den Start und gab 2020 auch sein Debüt beim 12-Stunden-Rennen von Sebring. Der 22. Endrang war seine bisher beste Platzierung bei diesem Langstreckenrennen.

## Statistik

### Sebring-Ergebnisse
| Jahr | Team                | Fahrzeug          | Teamkollege     | Teamkollege   | Platzierung | Ausfallgrund |
| ---- | ------------------- | ----------------- | --------------- | ------------- | ----------- | ------------ |
| 2020 | Team Hardpoint      | Audi R8 LMS GT3   | Pierre Kaffer   | Andrew Davis  | Rang 22     |              |
| 2021 | Team Hardpoints EBM | Porsche 911 GT3 R | Trenton Estep   | Earl Bamber   | Rang 26     |              |
| 2022 | Team Hardpoint      | Porsche 911 GT3 R | Katherine Legge | Stefan Wilson | Rang 32     |              |